# Dance of Innocent Passion
Dance of Innocent Passion ist ein Jazzalbum von Sun Ra. Die 1980 im New Yorker Squat Theatre entstandenen Aufnahmen erschienen 1981 als Langspielplatte auf El Saturn Records. Im Mai 2015 wurden die Aufnahmen in einer von Irwin Chusid klanglich restaurierten Fassung bei Enterplanetary Koncepts wiederveröffentlicht.

## Hintergrund
Der Mitschnitt gehört zu einer Reihe von Livemitschnitten, die 1980 von Auftritten des Arkestra u. a. im New Yorker Squat Theatre, später dann in Detroit entstanden sind, darunter Vision of the Eternal Tomorrow (1980) bzw. Beyond the Purple Star Zone und Oblique Parallax (ebenfalls 1980 entstanden). Im selben Jahr wurden auch Tourneeauftritte wie aus Willisau (Sunrise in Different Dimensions) aufgenommen.
Das Squat Theatre wurde in den 1960er-Jahren von ungarischen Dissidenten in Budapest gegründet. In den 1970er-Jahren wurden einige der Gründer aus Ungarn ausgewiesen, und diese politischen Exilanten zogen nach New York, wo sie das Theater in einer beengten Ladenfront in der 256 West 23rd Street in Manhattans Chelsea-Viertel wieder aufbauten. Zunächst war das Squat Theatre bekannt für dramaturgische Produktionen (von Tschechow bis zum konzeptuellen Absurden Theater), die im Fenster des Theaters mit Blick auf den Bürgersteig der 23rd Street aufgeführt wurden. Zwischen 1979 und 1982 trat das Arkestra regelmäßig im Squat Theatre auf. Eine unbekannte Anzahl von Darbietungen wurde aufgezeichnet, so 1982 auch Ra to the Rescue; einige wurden in begrenzten Auflagen mit handgefertigten Covern kommerziell veröffentlicht.

## Titelliste
- Sun Ra: Dance of Innocent Passion (El Saturn Records – Sun Ra 1981)[3]

1. Dance of Innocent Passion 12:17
2. Omnisonicism 6:29
3. Intensity 6:14
4. Cosmo-Energy 19:07

Die Kompositionen stammen von Sun Ra.

## Rezeption
Sean Westergaard verlieh dem Album in Allmusic vier Sterne und schrieb, der Titeltrack des Albums sei eine weitere dieser herrlich erhebenden Melodien, die Sun Ra aus den einfachsten Bestandteilen aufbaue; das Stück enthalte außerdem ein aufsteigendes Solo des Tenorsaxophonisten John Gilmore. „Omnisonicism“ habe einen gruseligen Theremin-ähnlichen Synthesizer-Sound; „Intensity“ gehöre zu der Reihe von Sun Ras bekannten Solo-Features, und das Album ende mit „Cosmo-Intensity“, bei dem ein musikalischer Kampf zwischen Richard Williams’ Bass und Ras Synthesizer ausgetragen werde. Nach einem sehr starken Start verliere Dance of Innocent Passion etwas an Schwung, sollte den Fans aber dennoch gefallen.